# 鍋田亜人夢
鍋田 亜人夢（なべた あとむ、1991年5月1日 - ）は、静岡県出身の元サッカー選手。ポジションはフォワード。

## 来歴
小学生時代は地元のサッカークラブ、清水第八スポーツクラブの少年部でプレー。U-12日本選抜に原口元気や田口泰士らと共に選出されて第4回ダノンネーションズカップに出場した。
卒業後清水エスパルスのジュニアユースに入団。U-13、14日本選抜、ナショナルトレセンメンバーに選出された他、2006年度メニコンカップ出場メンバー (ALL WEST) にも選ばれ、前半34分に1得点を挙げた。
清水エスパルスユース在籍中の2009年12月、トップチームへの昇格が発表された。
2011年5月3日の第9節サンフレッチェ広島戦（アウスタ）で平岡康裕に代わり後半35分からプレーしたのが公式戦初出場となった。第26節浦和レッドダイヤモンズ戦にはフル出場している。
2014年9月、出場機会を求めてアビスパ福岡へ期限付き移籍。
2015年2月、期限付き移籍期間満了となりアビスパ福岡を退団。また、所属元の清水エスパルスとも契約満了につき退団した。
2016年3月、現役引退を発表し、S.T.FOOTBALL CLUB（メイン練習グランド：清瀬市内山運動公園）ジュニアユースチームのコーチに就任することを発表した。
2017年4月、体育教師を志し、日本体育大学体育学科に進学した。卒業後の2021年4月から静岡市内の公立中学校に教諭として赴任した。

## 個人成績
| 国内大会個人成績 | 国内大会個人成績 | 国内大会個人成績 | 国内大会個人成績 | 国内大会個人成績 | 国内大会個人成績 | 国内大会個人成績 | 国内大会個人成績 | 国内大会個人成績 | 国内大会個人成績 | 国内大会個人成績 | 国内大会個人成績 |
| 年度             | クラブ           | 背番号           | リーグ           | リーグ戦         | リーグ戦         | リーグ杯         | リーグ杯         | オープン杯       | オープン杯       | 期間通算         | 期間通算         |
| 年度             | クラブ           | 背番号           | リーグ           | 出場             | 得点             | 出場             | 得点             | 出場             | 得点             | 出場             | 得点             |
| 日本             | 日本             | 日本             | 日本             | リーグ戦         | リーグ戦         | リーグ杯         | リーグ杯         | 天皇杯           | 天皇杯           | 期間通算         | 期間通算         |
| ---------------- | ---------------- | ---------------- | ---------------- | ---------------- | ---------------- | ---------------- | ---------------- | ---------------- | ---------------- | ---------------- | ---------------- |
| 2010             | 清水             | 32               | J1               | 0                | ０               | ０               | ０               | ０               | ０               | ０               | ０               |
| 2011             | 清水             | 27               | J1               | 7                | 0                | 1                | 0                | 1                | 0                | 9                | 0                |
| 2012             | 清水             | 27               | J1               | 5                | 0                | 5                | 0                | 1                | 0                | 11               | 0                |
| 2013             | 清水             | 32               | J1               | 0                | 0                | 0                | 0                | 0                | 0                | 0                | 0                |
| 2014             | 清水             | 32               | J1               | 1                | 0                | 0                | 0                | 0                | 0                | 1                | 0                |
| 2014             | 福岡             | 27               | J2               | 8                | 0                | -                | -                | -                | -                | 8                | 0                |
| 通算             | 日本             | 日本             | J1               | 13               | 0                | 6                | 0                | 2                | 0                | 21               | 0                |
| 通算             | 日本             | 日本             | J2               | 8                | 0                | -                | -                | -                | -                | 8                | 0                |
| 総通算           | 総通算           | 総通算           | 総通算           | 21               | 0                | 6                | 0                | 2                | 0                | 29               | 0                |

- Jリーグ初出場 - 2011年5月3日 J1 第9節 サンフレッチェ広島戦 (アウスタ)

## 代表歴
- 2003年 U-12日本選抜
- 2004年 U-13日本選抜
- 2005年 U-14日本選抜
- 2006年 Jリーグ選抜
- 2009年 静岡県高校選抜